# Nilea victoria
Nilea victoria là một loài ruồi trong họ Tachinidae.